# Abanindranath Tagore
Abanindranath Tagore (bengali: অবনীন্দ্রনাথ ঠাকুর), född 7 augusti 1871 i Jorasanko i Calcutta, Indien, död 5 december 1951 i Calcutta, var en indisk konstnär och författare. Tagore grundade bland annat Indian Society of Oriental Art och Bengal School of Art, och bidrog på så vis till den moderna indiska konstens födelse.
Till svenska finns hans verk Khirer Putul översatt som Ostdockan, med förord av Selma Lagerlöf.

## Biografi
Abanindranath Tagore föddes i familjen Tagore, i släktens hus i området Jorasanko i Calcutta i Bengalen. Hans äldre broder Gaganendranath Tagore var också en framstående konstnär, och farbrodern Rabindranath Tagore nobelpristagare i litteratur. Abanindranath Tagore växte på så vis upp omgiven av konst och litteratur.
Han studerade vid The Sanskrit College and University i Calcutta i nio år, fram till sitt äktenskap 1889 med Suhasini Devi. Då började han istället studera vid St. Xavier's College i Calcutta, bland annat engelska, och därefter konst vid Government College of Art & Craft från 1890. Vid konstskolan hade han flera europeiska lärare, som bland annat lärde honom att använda olje- och pastellfärger.
Under sin studietid vid konstskolan i Calcutta började han intressera sig för mogulkonst, bland annat med målningar baserade på Krishna. Government College of Art & Craft dominerades av europeiska tekniker och stilar, men Tagore lyckades övertyga rektorn Ernest Binfield Havell om betydelsen av att bevara indiska element i den indiska konsten. Detta bidrog till att förändra undervisningen vid skolan. Tagore grundade också med sin broder Gaganendranath Tagore Indian Society of Oriental Art, som fokuserade på att bevara indiska konststilar, såsom mogulkonst och rajputkonst.
Tagore var också med och grundade Bengal School of Art, vars syfte återigen var att motverka engelsk påverkan på indiska konstnärer. Genom sin modernisering av indiska konsttraditioner, såsom mogul- och rajputkonst, bidrog Abanindranath Tagore till den moderna indiska konstens födelse.

## Konstnärskap
De flesta av Tagores verk kretsar kring hinduistisk filosofi. Han började måla professionellt kring 1890-talet, men hans mest kända verk, serien 'Arabian Nights' målades 1930. Målningarna i serien föreställer Calcutta som en framväxande storstad, men blandar i detta in berättelser från Tusen och en natt (som ofta kallas Arabian Nights på engelska). Senare i sitt konstnärskap började Tagore väva in kinesisk och japansk kalligrafi i sina verk, för att på så vis lägga grunden för en pan-asianisk konsttradition.

## Författarskap
Tagore skrev huvudsakligen barnlitteratur. Verk som BuroAngla, KhirerPutul och Rajkahini är några av de mest kända exemplen på bengalisk barnlitteratur. BuroAngla är en sorts återskapelse av Selma Lagerlöfs Nils Holgerssons underbara resa genom Sverige.
Khirer Putul översattes till franska av Andre Karpeles och Amiya Chakravarty. Därifrån översattes den till svenska som Ostdockan av Ella Myrin Hilborn. Till såväl den svenska som den franska översättningen var förordet skrivet av Selma Lagerlöf.